# Momčilo Ćurković
Momčilo "Momo" Ćurković, hrvatski vaterpolski trener. Bio je jedan od najboljih trenera u Hrvatskoj i bivšoj Jugoslaviji. Trenirao je zlatne generacije POŠK-a 1980-ih koja je osvajala europske trofeje, Mornara i druge klubove. Podrijetlom iz Dicma.
Od rujna 2017. održava se veteranski Memorijalni vaterpolo turnir Momčilo Ćurković , a pokrenuo ga je VVK Magla iz Splita, veteranski vaterpolski klub sastavljen od bivših igrača Poška. Prvi je odigran na Zenti.